# Бахлуй
Бахлуй (рум. Bahlui) — річка в Румунії, права притока Жижії. Довжина 104 км. Площа басейну 1915 км².
Витік розташований у комуні Тудора (повіт Ботошань) на висоті 500 метрів над рівнем моря на сході плато Сучава. Протікає по рівнині Жижія через міста Хирлеу і Ясси.
Найбільші притоки: Гургуята, Дурушка, Хойсень, Валя-Лупулуй, Чирик, Бахлуец, Ніколіна, Войнешть, Валя-Лочій.
| Румунія | Це незавершена стаття з географії Румунії. Ви можете допомогти проєкту, виправивши або дописавши її. |